# The End, So Far
The End, So Far (en español: «El final, hasta ahora») es el séptimo álbum de estudio de la banda estadounidense de heavy metal, Slipknot. Se publicó el 30 de septiembre de 2022 por Roadrunner Records. Lanzando tres sencillos.
El álbum alcanzó éxito comercial, logrando debutar en el #1 en Alemania, México, Australia y Reino Unido mientras debutaba en el top 10 en alrededor de 12 países más.
Es él último álbum con Craig Jones y Jay Weinberg antes de su salida de la banda en junio y noviembre de 2023 respectivamente, y también es el último álbum de la banda con el sello discográfico Roadrunner Records, quien había firmado con la banda en 1998, y lanzó los álbumes desde el demo de Slipknot (1998), que había sido publicado en octubre de 1998, un mes después de que comenzó la primera grabación de su primer álbum y sólo 2 de las canciones del demo fueron grabadas para su exitoso álbum debut homónimo de 1999 hasta el álbum The End, So Far (2022), y Roadrunner Records se separó de Slipknot en abril de 2023.

## Antecedentes
El 19 de mayo de 2021, Shawn Crahan reveló que la banda había estado haciendo actualmente "música de dios". En un artículo publicado por Loudwire el 9 de junio de 2021, Shawn Crahan reveló que "con suerte" se lanzaría un nuevo álbum de Slipknot en 2021. También agregó que la banda se separaría de Roadrunner Records luego del lanzamiento del álbum.
En noviembre de 2021, la banda comenzó a mostrar material nuevo en un nuevo dominio thechapeltownrag.com. Se mostraron varios fragmentos de una canción en el sitio web, lo que llevó a la especulación de un nuevo sencillo que la banda confirmaría más tarde el 4 de noviembre, con el sencillo titulado "The Chapeltown Rag" programado para su lanzamiento al día siguiente junto con su debut en vivo en el Knotfest Roadshow en Los Ángeles, California, el 5 de noviembre de 2021. En diciembre de 2021, Taylor reveló que la banda planeaba mezclar su séptimo álbum de estudio en enero y esperaba lanzarlo en abril de 2022. También declaró que prefería el material en su próximo séptimo álbum de estudio al de We Are Not Your Kind.

## Lista de canciones
| N.º | Título                          | Duración |  |
| 1.  | «Adderall»                      | 5:40     |  |
| 2.  | «The Dying Song (Time to Sing)» | 3:23     |  |
| 3.  | «The Chapeltown Rag»            | 4:51     |  |
| 4.  | «Yen»                           | 4:45     |  |
| 5.  | «Hive Mind»                     | 5:15     |  |
| 6.  | «Warranty»                      | 3:51     |  |
| 7.  | «Medicine for the Dead»         | 6:16     |  |
| 8.  | «Acidic»                        | 4:50     |  |
| 9.  | «Heirloom»                      | 3:31     |  |
| 10. | «H377»                          | 4:23     |  |
| 11. | «De Sade»                       | 5:40     |  |
| 12. | «Finale»                        | 5:07     |  |

## Personal
Slipknot
- (#6) Shawn Crahan: percusión, coros
- (#5) Craig Jones: samples, keyboard
- (#7) Mick Thomson: guitarra rítmica
- (#8) Corey Taylor: voz
- (#0) Sid Wilson: turntables, dj
- (#4) Jim Root: guitarra líder
- Alessandro Venturella: bajo
- Jay Weinberg: batería
- Michael Pfaff: percusión, coros